# Jüdischer Friedhof (Rauischholzhausen)

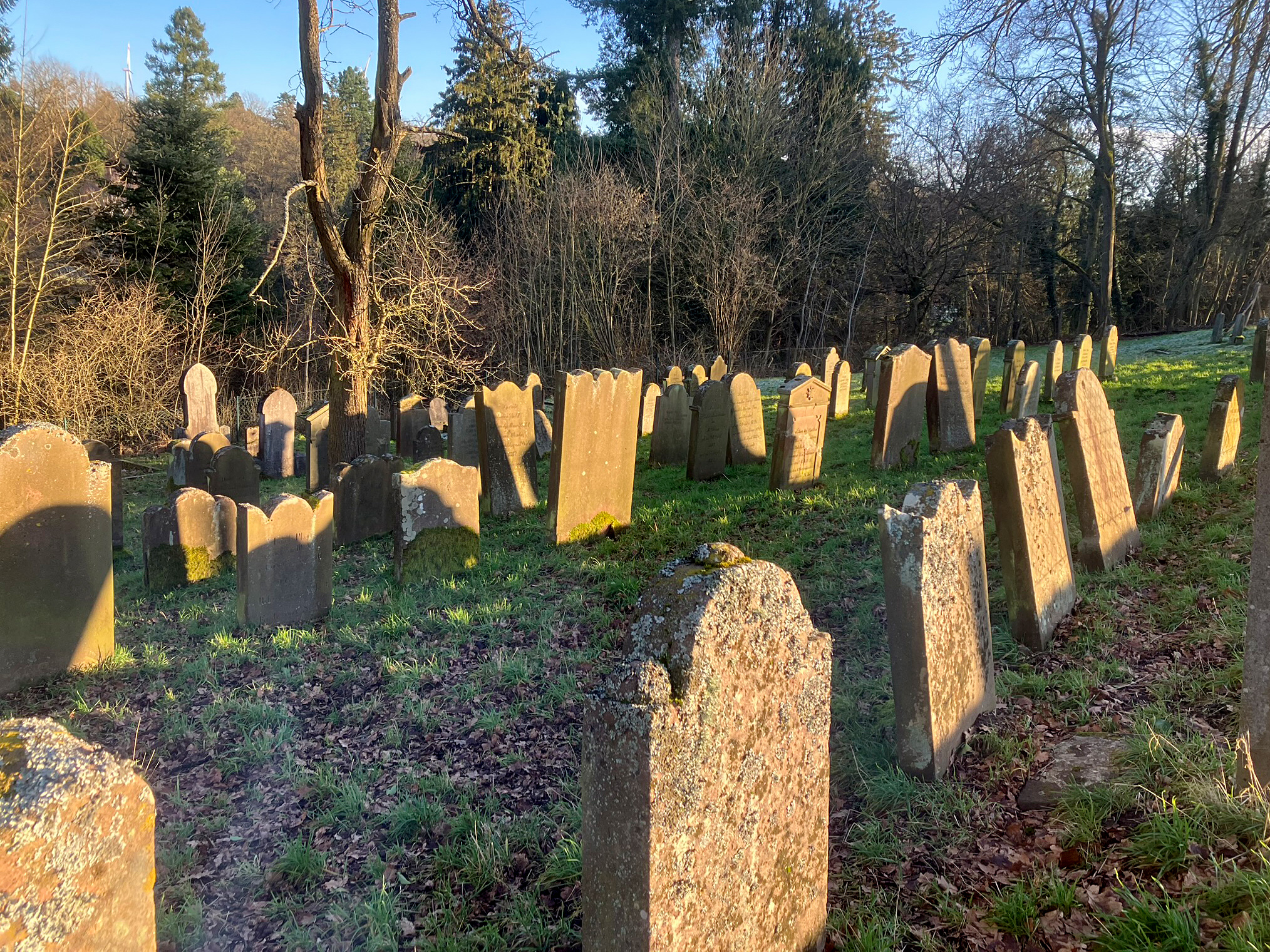
Jüdischer Friedhof Rauischholzhausen (Teilansicht)

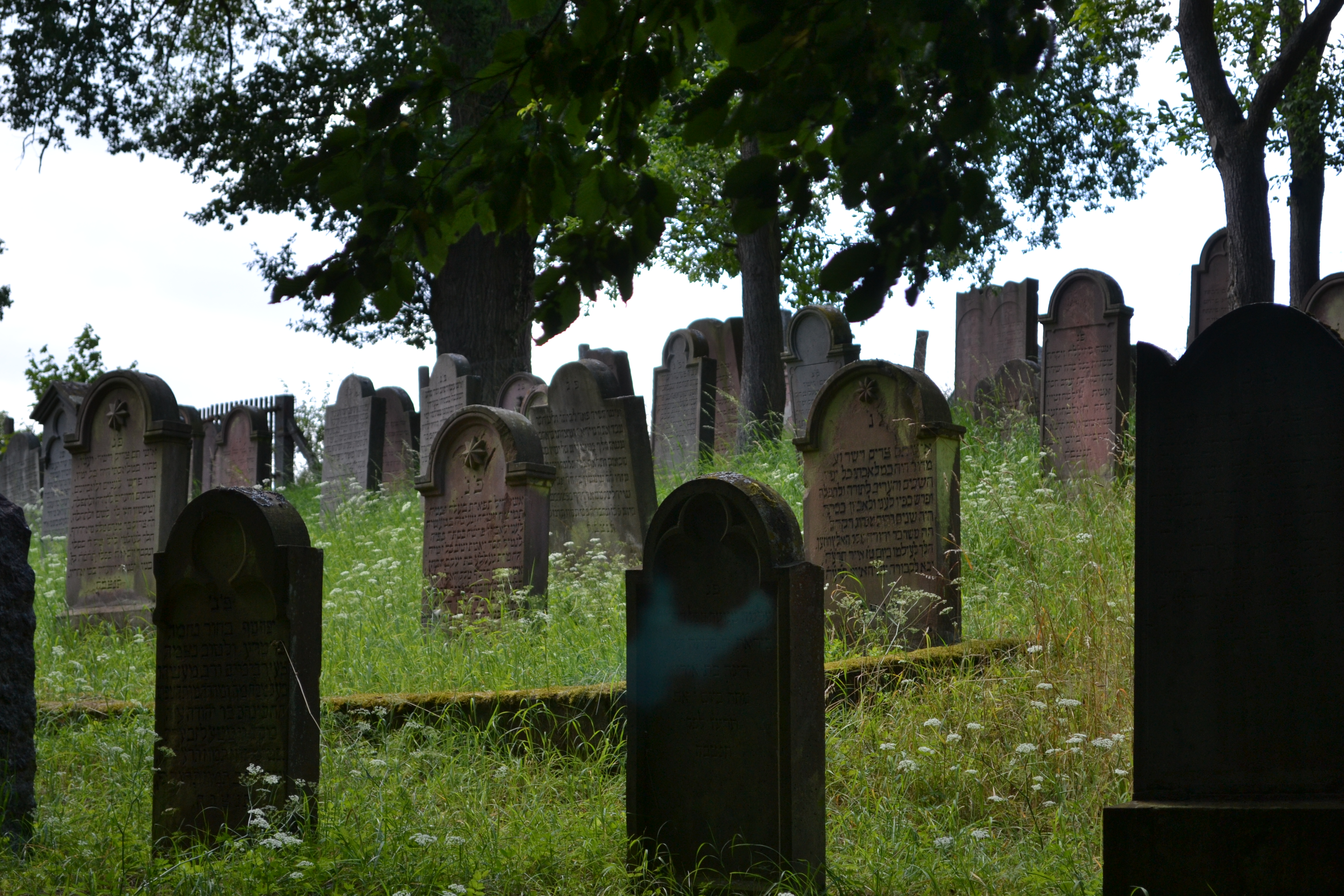
Verschiedene Grabsteine

Der Jüdische Friedhof Rauischholzhausen ist ein jüdischer Friedhof am Waldrand oberhalb des Schlossparks und ca. 250 m südwestlich von Rauischholzhausen, einem Ortsteil der Gemeinde Ebsdorfergrund im mittelhessischen Landkreis Marburg-Biedenkopf. Er hatte zentrale Bedeutung und diente als Begräbnisplatz für die jüdische Bevölkerung von Rauischholzhausen, Wittelsberg, Roßdorf, Mardorf, Ebsdorf, Leidenhofen und anfangs auch Schweinsberg. Mit seinen 2445 m² und 129 Grabsteinen ist er einer der größeren jüdischen Friedhöfe in Oberhessen.

## Geschichte
In Rauischholzhausen, bis 1934 Holzhausen genannt, kann nach dem Dreißigjährigen Krieg von ersten Ansiedlungen von Juden ausgegangen werden. Die ortsadeligen Grundherren Rau von Holzhausen besaßen das Judenregal und legten den Friedhof an. 1749 hatte Rauischholzhausen 22 jüdische Bewohnerinnen und Bewohner, ihre Zahl stieg kontinuierlich an und stellte mit 81 Personen 1850 zwischenzeitlich 12 % der Ortsbevölkerung.
1933 lebten nur noch 20 Jüdinnen und Juden aus sechs Familien im Dorf. Nachdem bereits 1935 der Innenraum der Synagoge  durch „unbekannte Täter“ verwüstet und zerstört worden war, kam es auch auf dem jüdischen Friedhof zu Beschädigungen. Im Herbst 1936 wurden fünf Grabsteine und im Sommer 1937 weitere zwölf Grabsteine umgeworfen und abgebrochen.
Die letzte Bestattung auf dem jüdischen Friedhof in Rauischholzhausen war die von Sara Mendel, die zusammen mit ihrem Ehemann Hermann und sieben weiteren jüdischen Rauischholzhäusern am 6. September 1942 in der 3. Deportation vom Hauptbahnhof Marburg nach Kassel und von dort am nächsten Tag ins Ghetto Theresienstadt verschleppt wurde. Hermann starb im April 1943 in Theresienstadt und Sara überlebte und konnte nach ihrer Befreiung als 69-jährige gebrechliche Witwe nach 2 Jahren und 8 Monaten im Ghetto in ihr Heimatdorf zurückkehren. In zahlreichen Anträgen und Briefen kämpfte sie jahrelang um ihre Entschädigungsansprüche, die nur zögerlich und in geringem Umfang gewährt wurden. 1954 starb sie im Dorf isoliert und verarmt mit 78 Jahren.
Am 9. Mai 2011, 66 Jahre nach der Kapitulation Hitler-Deutschlands und der Befreiung vom Nationalsozialismus, waren 200 Teilnehmer auf den jüdischen Friedhof in Rauischholzhausen zu einer Gedenkveranstaltung für die ausgegrenzten, vertriebenen und ermordeten jüdischen Mitbürgerinnen und Mitbürger gekommen, zu der auch die Brüder Alfred und Walter Spier in ihren früheren Heimatort gereist waren. Veranstalter war die Gesamtschule Ebsdorfer Grund in Zusammenarbeit mit der Jüdischen Gemeinde Marburg, der Dorfgemeinschaft Rauischholzhausen e.V., der Evangelischen Kirche Kurhessen-Waldeck, der „Konrad Lauer Stiftung“, dem Landkreis und der Gemeinde.